# Saturnino Fernández de Castro y de la Cotera
Saturnino Fernández de Castro y de la Cotera (* 11. Februar 1827 in Comillas, Kantabrien; † 26. April 1886) war ein spanischer Geistlicher, römisch-katholischer Bischof von León und Erzbischof von Burgos. 

## Leben
Saturnino Fernandez de Castro y de la Cotera wurde am 18. Juni 1875 zum Bischof von León auserwählt und als solcher am 5. Juli 1875 als Nachfolger von Calixto Castrillo Ornedo bestätigt. Er empfing am 3. Oktober 1875 in der Stiftskirche San Isidro in Madrid die Bischofsweihe durch den Erzbischof von Toledo Juan de la Cruz Ignacio Moreno y Maisonave, an der der Patriarch von Westindien Francisco de Paula Benavides y Navarrete, OS sowie der Bischof von Mondoñedo Francisco de Sales Crespo y Bautista als Co-Konsekratoren teilnahmen. 
Im Anschluss wurde Fernández de Castro y de la Cotera am 15. März 1883 als Nachfolger von Anastasio Rodrigo Yusto zum Erzbischof von Burgos ernannt und bekleidete dieses Amt bis zu seinem Tode am 26. April 1886, woraufhin Manuel Gómez-Salazar y Lucio-Villegas zu seinem Nachfolger berufen wurde.